# Conflito Gaza-Israel
O conflito Gaza-Israel é uma parte localizada do conflito israelo-palestino que começou em 1948, quando cerca de 200 mil dos mais de 700 mil palestinos que fugiram ou foram expulsos das suas casas se estabeleceram na Faixa de Gaza como refugiados. Desde então, Israel travou 15 guerras na Faixa de Gaza. Israel travou três guerras na Faixa de Gaza administrada pelo Egito: a Guerra da Palestina de 1948, a primeira ocupação de Gaza durante a Crise de Suez e a captura de Gaza em 1967. Durante a primeira ocupação, 1% da população da Faixa de Gaza foi morta, torturada ou presa por Israel. Após dois períodos de insurgências de baixo nível, um grande conflito entre israelenses e palestinos eclodiu na Primeira Intifada. Os Acordos de Oslo de 1993 trouxeram um período de calma. Mas, em 2000, a Segunda Intifada eclodiu. No final da Segunda Intifada, Israel retirou-se de Gaza em 2005, o Hamas venceu as eleições de 2006 e tomou o controle de Gaza em 2007.
Em 2007, Israel impôs um bloqueio terrestre, aéreo e marítimo à Faixa de Gaza, transformando-a numa “prisão a céu aberto”. O bloqueio foi amplamente condenado como uma forma de punição coletiva, enquanto Israel o defendeu como necessário para parar os ataques de foguetes palestinos. O Hamas considerou isso uma declaração de guerra. A invasão israelense de Gaza em 2008-2009 resultou em mais de mil mortes e destruição generalizada de casas, escolas e hospitais. Uma operação israelense em 2012 também matou mais de 100 pessoas.
Em 2014, Israel invadiu Gaza em uma grande guerra que resultou na morte de 73 israelenses (a maioria soldados) e 2.251 palestinos (a maioria civis). A invasão resultou numa destruição “sem precedentes”, danificando 25% das casas na cidade de Gaza e 70% das casas em Beit Hanoun. Após 2014, eventos notáveis no conflito incluíram a "Grande Marcha do Retorno" (2018–2019) e confrontos em novembro de 2018, maio de 2019 e novembro de 2019. A crise de 2021 viu 256 palestinos e 15 israelenses mortos.
Em 7 de outubro de 2023, militantes palestinos atacaram Israel, matando 1.143 pessoas (a maioria civis) e dando início à guerra de Gaza atual. Israel respondeu bombardeando a Faixa de Gaza e lançando uma invasão. O número de palestinos mortos na guerra de Gaza (em curso desde 2023) (mais de 50 mil) é superior ao número de mortos de todas as outras guerras no conflito israelo-palestino combinadas.

## Lista de conflitos

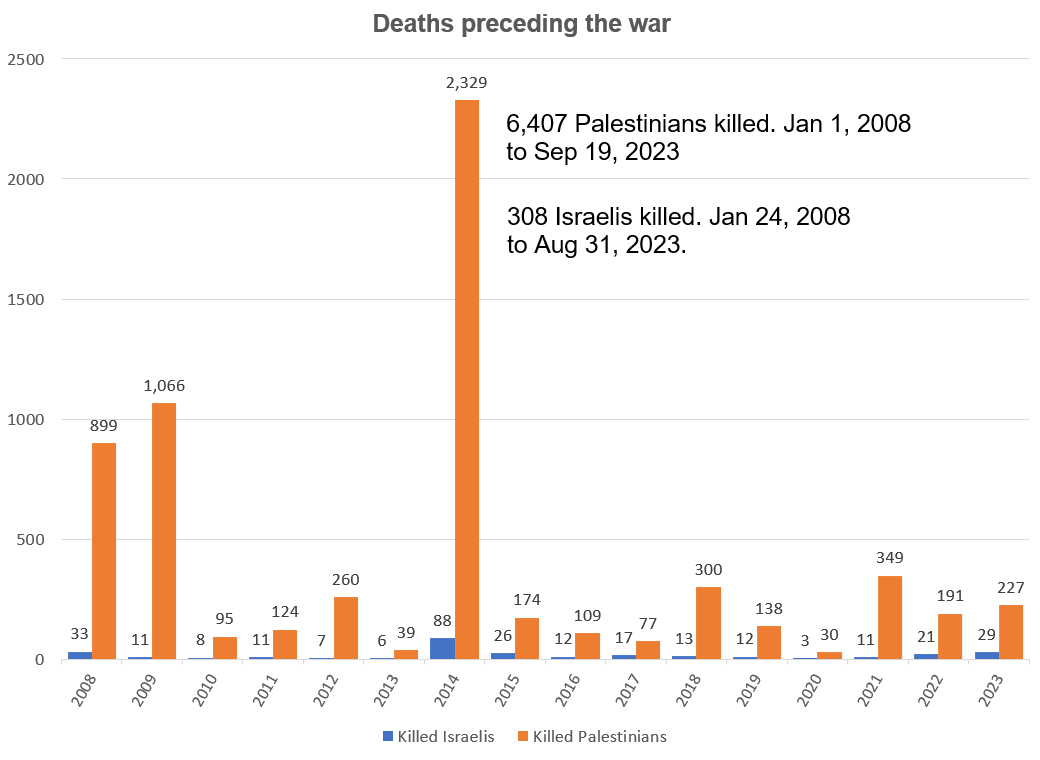
Mortes israelenses e palestinas antes da Guerra de Gaza de 2023. Das mortes palestinas, 5.360 ocorreram em Gaza, 1.007 na Cisjordânia e 37 em Israel. A maioria eram civis de ambos os lados.

| Número | Conflito                                                                                              | Período                       | Árabes mortos                | Israelenses mortos        | Infraestrutura danificada ou destruída                                     | População deslocada                                                            | Outros impactos                                                                                  |
| ------ | --- | ----------------------------- | ---------------------------- | ------------------------- | -------------------------------------------------------------------------- | ------------------------------------------------------------------------------ | ------------------------------------------------------------------------------------------------ |
| 1      | Guerra da Palestina de 1948 e Guerra Árabe-Israelense de 1948                                         | 1948–1949                     |                              |                           |                                                                            | 200.000 árabes fugiram ou foram expulsos por Israel para Gaza                  | Criação da Faixa de Gaza como entidade                                                           |
| 2      | Insurgência palestina fedayeen                                                                        | 1949–1956                     | 216 (até to 1955)            | 8 (até to 1955)           |                                                                            |                                                                                | Conflito sobre os “infiltrados” palestinos – muitas vezes refugiados que tentam regressar a casa |
| 3      | Crise de Suez                                                                                         | 1956–1957                     | 1.231–1,446                  | 172+ mortos               |                                                                            |                                                                                | 1% da população total da Faixa de Gaza foi morta, ferida, torturada ou presa por Israel.         |
| 4      | Guerra dos Seis Dias                                                                                  | 1967                          |                              |                           | 90% das escolas da UNRWA                                                   | ~45.000 civis (10% da população de Gaza) fugiram ou foram expulsos por Israel. |                                                                                                  |
| 5      | Insurgência de baixo nível                                                                            | 1967–1971                     | 39 civis, 71 combatentes     | 9 civis, 8 soldados       |                                                                            |                                                                                | Israel deteve aproximadamente 10.000 habitantes de Gaza sem julgamento entre 1967 e 1970.        |
| 6      | Conflito tripartido entre Israel, nacionalistas palestinos e militantes islâmicos [carece de fontes?] | 1979–1983 [carece de fontes?] |                              |                           |                                                                            |                                                                                |                                                                                                  |
| 7      | Primeira Intifada                                                                                     | 1987–1993                     | 523, 78.338 hospitalizados   |                           |                                                                            |                                                                                | 42% das crianças de Gaza relataram ter sido agredidas pelas Forças de Defesa de Israel (IDF)     |
| 8      | Segunda Intifada                                                                                      | 2001–2005                     | ~3.000                       |                           |                                                                            |                                                                                |                                                                                                  |
| 9      | Incursões em Gaza após a retirada                                                                     | 2005–2007                     | 359 civis, 309 combatentes   | 4 soldados, 4 civis       |                                                                            |                                                                                |                                                                                                  |
| 10     | Primeira Guerra de Gaza                                                                               | 2008–2009                     | 1.181 civis, 236 combatentes | 10 soldados, 3 civis      | 46.000 casas, 34 hospitais e clínicas, 214 escolas, 52 mesquitas e igrejas | 100.000 pessoas desalojadas                                                    | 80% of agricultural produce and equipment destroyed                                              |
| 11     | Guerra de Gaza de 2012                                                                                | 2012                          | 103 civis, 55 combatentes    | 4 civis, 2 soldados       | 97 schools, 49 mequistas e igrejas, 15 hospitais e clínicas                | 350–700 famílias                                                               |                                                                                                  |
| 12     | Guerra de Gaza de 2014                                                                                | 2014                          | 2,251 mortos (65% civis)     | 67 soldados, 6 civis      | 203 mesquitas e 2 igrejas, 25% of homes in Gaza city                       | 520.000 (30% da população de Gaza) deslocadas internamente                     |                                                                                                  |
| 13     | Conflito israelo-palestino de 2021                                                                    | 2021                          | 128 civis, 128 combatentes   | 14 civis, 1 soldados      | 15.000 casas, 58 escolas, 9 hospitais, 19 clínicas                         | 113.000 deslocados internos                                                    |                                                                                                  |
| 14     | Guerra Israel-Hamas                                                                                   | 2023–presente                 | 46.000–70.000+               | 876+ civis, 756+ soldados |                                                                            |                                                                                |                                                                                                  |